# Gymnobela africana
Gymnobela africana é uma espécie de gastrópode do gênero Gymnobela, pertencente a família Raphitomidae.